# Kiewiese
Die Kiewiese ist ein Platz in der ostwestfälischen Stadt Herford. Die 28.000 m² große dreieckige Fläche kann als Parkplatz für 400 Pkw, Stellfläche für bis zu 30 Wohnmobile und Parkbuchten für bis zu zehn Reisebusse genutzt werden.

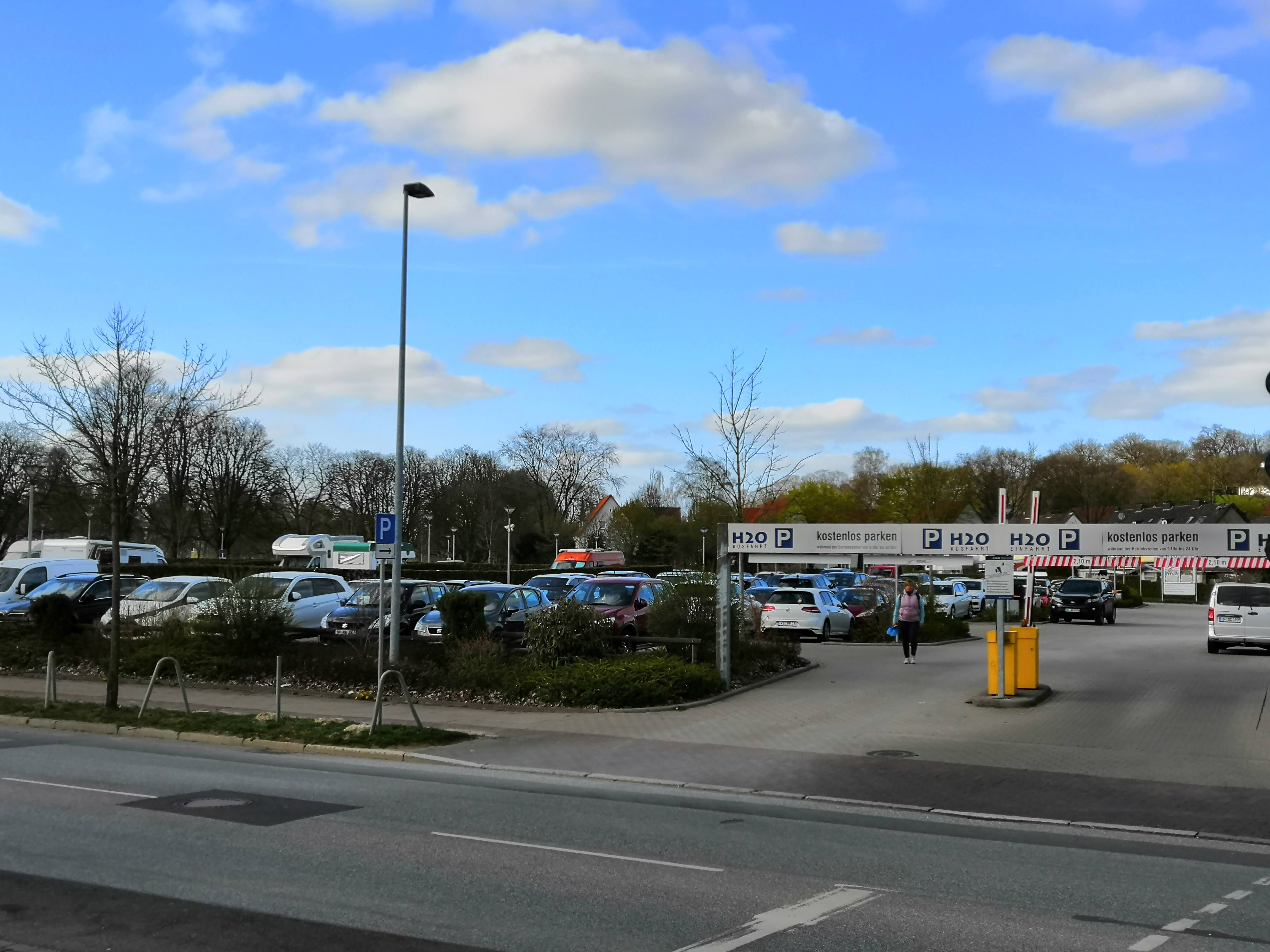
Kiewiese als heutiger Parkplatz für das H2O

## Lage
Die Kiewiese liegt in der Neustädter Feldmark nördlich der Wiesestraße. Auf der gegenüberliegenden Straßenseite befinden sich das Freizeitbad H2O und das Ludwig-Jahn-Stadion. Im Westen wird der Platz von der Werre mit dem Quentinufer begrenzt, im Osten verläuft die Leipziger Straße und im Norden bildet die Bebauung der Leipziger Straße und der Katzbachstraße die Grenze. Die Wiesestraße steht nicht im Zusammenhang mit der Kiewiese, sondern sie wurde nach dem in Herford geborenen Pädagogen Ludwig Adolf Wiese benannt, dessen Geburtshaus an der Ecke Johannisstraße/Wiesestraße stand.

## Geschichte
Die Kiewiese wurde am 27. November 1959 vom Rat der Stadt offiziell nach einer im Volksmund für die oberhalb des Bergertors gelegenen Werreau benannt. Urkundlich wurde wiederholt bezeugt, dass Herforder Ackerbürger hier ihre Kühe weideten. Niederdeutsch „keo“ = Kuh; Plural „kaie“, daraus entstand wohl „Kie“. Zur „Kiewiese“ gehörten auch die Bereiche der heutigen Werre- und Wiesestraße, die ab Anfang des 20. Jahrhunderts bebaut wurden.
Nach Entwicklung des Bebauungsplans „Kiewiese“ wurden in dem Bereich mehrere Straßen projektiert und angelegt. Am 10. Juli 1912 beschloss der Magistrat, die Wiesestraße über die Werre bis zur Salzufler Straße weiterzuführen. Die dafür neu angelegte Brücke wurde 1913 fertiggestellt und damit der Bereich weiter erschlossen.
Das sogenannte Visionsgelände war bis 1953 noch in Privatbesitz und wurde langfristig von der Stadt für öffentliche Veranstaltungen gepachtet.
Ab 1958 wurden auf der Freifläche Kirmes- und Zirkusveranstaltungen ausgerichtet, nachdem diese bis dahin auf dem Lübberbruch stattgefunden hatten. Wenn keine Veranstaltungen stattfanden, wurde die Kiewiese als Parkplatz für das Otto-Weddigen-Bad und das Stadion genutzt. Am 1. Mai 2011 ging mit dem letzten Tag der Osterkirmes auch die Geschichte als Veranstaltungsort zu Ende. Danach wurde die Fläche als Parkplatz und Wohnmobilfläche ausgebaut. Bauherr waren die Stadtwerke Herford, Betreiber des H2O.